# Zosterops everetti
Zosterops everetti е вид птица от семейство Zosteropidae.

## Разпространение
Видът е разпространен в Бруней, Индонезия, Малайзия, Тайланд и Филипините.